# (17806) Adolfborn
(17806) Adolfborn est un astéroïde de la ceinture principale.

## Description
(17806) Adolfborn est un astéroïde de la ceinture principale. Il fut découvert le 31 mars 1998 à l'observatoire d'Ondřejov par Petr Pravec. Il présente une orbite caractérisée par un demi-grand axe de 2,31 UA, une excentricité de 0,11 et une inclinaison de 3,3° par rapport à l'écliptique.

## Compléments
L'astéroïde a été dénommé d'après le peintre tchèque Adolf Born.